# Wiener Gürtel Straße
Die Wiener Gürtel Straße (B221), so die verkehrsrechtliche Schreibung, ist eine Hauptstraße B in Wien und ehemalige Bundesstraße.
Sie verläuft von der Gürtelbrücke zur Stadionbrücke und umfasst nicht nur den namensgebenden Gürtel, sondern auch einen kleinen Teil der Landstraßer Hauptstraße und die anschließende Schlachthausgasse.
Im Rahmen der Österreich-weiten Straßennummerierung hat der Wiener Gürtel die Nummer B 221. Im Rahmen des Bundesstraßenübertragungsgesetzes wurde dieser Straßenzug 2002 wie alle damaligen Bundesstraßen in die Landesverwaltung übertragen.

## Streckenverlauf der B221
- Innerer Gürtel (von Süd nach Nord): Stadionbrücke – Schlachthausgasse – Landstraßer Hauptstraße – Landstraßer Gürtel – Wiedner Gürtel – Margaretengürtel – Linke Wienzeile (gemeinsam mit B1) – Gumpendorfer Gürtel – Mariahilfer Gürtel – Neubaugürtel – Lerchenfelder Gürtel – Hernalser Gürtel – Währinger Gürtel – Heiligenstädter Straße – Gürtelbrücke
- Äußerer Gürtel (von Nord nach Süd): Gürtelbrücke – Döblinger Gürtel – Währinger Gürtel – Hernalser Gürtel – Lerchenfelder Gürtel – Neubaugürtel – Europaplatz – Mariahilfer Gürtel – Sechshauser Gürtel – Gaudenzdorfer Gürtel – Margaretengürtel – Wiedner Gürtel – Landstraßer Gürtel – Landstraßer Hauptstraße – Schlachthausgasse – Stadionbrücke.

## Bedeutung
Der Gürtel, wie er in Wien der Einfachheit halber genannt wird, trennt historisch gesehen die einstigen, 1850 eingemeindeten Vorstädte Wiens innerhalb des Gürtels von den einstigen, 1890 / 1892 eingemeindeten Vororten außerhalb.
Etwa in seinem Verlauf befand sich einst der Linienwall, eine Befestigungsanlage, die nach den Verzehrungssteuerlinien benannt wurde. Diese Linien trennten das Verzehrungssteuergebiet innerhalb des heutigen Gürtels von den nicht dieser Steuer unterworfenen Gebieten außerhalb des Gürtels.
Im Laufe der Geschichte dieses Straßenzugs sind zahlreiche Veränderungen hinsichtlich der Besiedelung und der Verkehrsnutzung eingetreten. Eine sehr wesentliche Veränderung war am Westgürtel der Bau der Wiener Stadtbahn um 1900, heute am Gürtel als U6
nutzbar. Der in den 1960er und 1970er Jahren gemachte Vorschlag, den Gürtel zu einer Stadtautobahn auszubauen, wurde von der Stadtpolitik letztlich abgelehnt.